# René Diekstra
Regnerus Folquinus Willibrordus (René) Diekstra (Sneek, 20 juli 1946) is een Nederlands psycholoog, auteur, columnist en amateur-historicus.

## Biografie
Diekstra werd geboren in een katholiek gezin met elf kinderen. Na de lagere school ging hij naar het seminarie van de Congregatie van de Heilige Harten van Jezus en Maria in Sint-Oedenrode. Hij werkte ruim een jaar in een psychiatrische inrichting en studeerde vervolgens psychologie aan de Katholieke Universiteit Nijmegen. Van 1979 tot 1997 was hij hoogleraar psychologie aan de Universiteit Leiden.
In 1996 legde Diekstra zijn functie neer, nadat een commissie onder voorzitterschap van de Groningse hoogleraar persoonlijkheidspsychologie Willem Hofstee hem beschuldigde van plagiaat, en Diekstra's wetenschappelijke handelen als "onzorgvuldig" omschreef. Concreet ging het om een aanzienlijk aantal passages in Diekstra's boeken, die (zij het vertaald) vrijwel letterlijk overgenomen bleken uit publicaties van anderen.
Diekstra zette na de plagiaataffaire zijn werkzaamheden voort als adviseur van de gemeente Rotterdam op het gebied van het Jeugdbeleid en Sociaal Beleid en ontwikkelde een groot aantal programma's, zoals de Rotterdamse Jeugdmonitor, Voorkomende Ouders en Stadsetiquette, die inmiddels brede landelijke invoering hebben gekregen. Sinds 2002 is hij lector Jeugd en Opvoeding aan de Haagse Hogeschool en daarnaast sinds 2004 weer deeltijdhoogleraar psychologie, aan de University College Roosevelt in Middelburg, waar hij tevens van 2004 tot 2008 hoofd van de Faculteit Sociale Wetenschappen was. In 2011 ontstond een conflict omtrent de hoogleraarstitel van Diekstra (nodig om als promotor te kunnen optreden): de decaan van de faculteit sociale wetenschappen Prof.dr. Willem Koops en de rector van de Universiteit Utrecht, Prof.dr. Hans Stoof, stelden dat Diekstra niet door de University College Roosevelt als hoogleraar benoemd kan zijn, omdat de University College Roosevelt die bevoegdheid ontleent aan haar samenwerkingsverband met de Universiteit Utrecht en Koops noch Stoof – als direct verantwoordelijken van de Universiteit Utrecht – akkoord waren gegaan met die benoeming.
René Diekstra is de vader van advocaat Sébas Diekstra

## Publicaties (uitsluitend Nederlands)
- 1976: Ik kan denken/voelen wat ik wil ISBN 9026502389 - de eerste 5 hoofdstukken van de 1e druk zijn overgenomen uit Rationeel Denken van Howard S. Young (1975); een Nederlandse vertaling en bewerking door Diekstra van A rational counseling primer (1974). 29e dr. van de Nederl. vert. in 2006.
- 1988: Denkwijzer ISBN 9026308582 5e dr. in 1995.
- 1990: Denk nog wijzer ISBN 9026309597 3e dr. in 1994.
- 1990: Als leven pijn doet, ISBN 90-229-7886-9 (13e druk: ISBN 9061128013)
- 1991: Je verdriet voorbij. Een herziene editie. (met Gary McEnery). ISBN 9038908814
- 1991: Pleisters voor de ziel ISBN 9022980340
- 1993: Persoonlijk onderhoud ISBN 9022981088
- 1994: Het geestige lichaam ISBN 9789022981696
- 1996: Het onderste boven ISBN 9022982378
- 1996: Op gedachten gebracht ISBN 9022983293
- 1998: O Nederland, vernederland! ISBN 9022984044
- 2000: De kwestie van geluk; Psychologie en de kunst van het zelfonderhoud, ISBN 9061128110
- 2000: Schaatsend Nederland door de eeuwen heen ISBN 9789043502375
- 2003: De grondwet van de opvoeding, ISBN 9061128226
- 2003: Als leven pijn doet; Weerbaar en waardig omgaan met de verliezen in je leven, ISBN 9061128013
- 2003: Nederlandsche Winters Van Weleer ISBN 9789043507073
- 2004: Waardenvolle of waardenloze samenleving. Over waarden, normen en gedrag in samenleving, opvoeding en onderwijs (met Max van den Berg en Jakop Rigter), ISBN 9061128420
- 2004: Het land van liefde ISBN 9061129524
- 2004: Waardig en vaardig in het leven. Hoe jongeren sociaal en emotioneel uit te rusten voor de volwassenheid (met J.C. Gravesteijn) ISBN 9026517165
- 2005: Lieve hemel. Over hulp bij rouwverwerking van kinderen en jongeren door opvoeders (met J.C. Gravesteijn) ISBN 9061128234
- 2006: Ik kan denken/voelen wat ik wil. ISBN 9789043035828
- 2008: Harmonie in gedrag ISBN 9061129966
- 2009: De Elfstedentocht anders ISBN 9789081258920
- 2010: Opvoedingscanon. Omdat Over Kinderen Zoveel Meer Te Weten Valt (met Malou van Hintum en Janneke Wubs) ISBN 9789035135147
- 2011: De macht van een maîtresse. Hoe passie en politiek de laatste prins van Condé fataal werden ISBN 9789061127505
- 2012: Verzorgingshuis of plaats delict, een zwartboek over het beroven van ouderen in zorginstellingen ISBN 9789045203270
- 2013: Wegwijzers naar een hemel op aarde. Psychologie van de levenskunst (columns). ISBN 9789045207841
- 2018: Leven is loslaten. Over een dood met een grote toekomst ISBN 9789045215303
- 2019: Het huis van je leven. Over de psychologie van het gelukkige evenwicht ISBN 9789045217451
- 2020: In gesprek met je ouders. Handleiding voor je belangrijkste interview ISBN 9789045222318